# 1000-talet

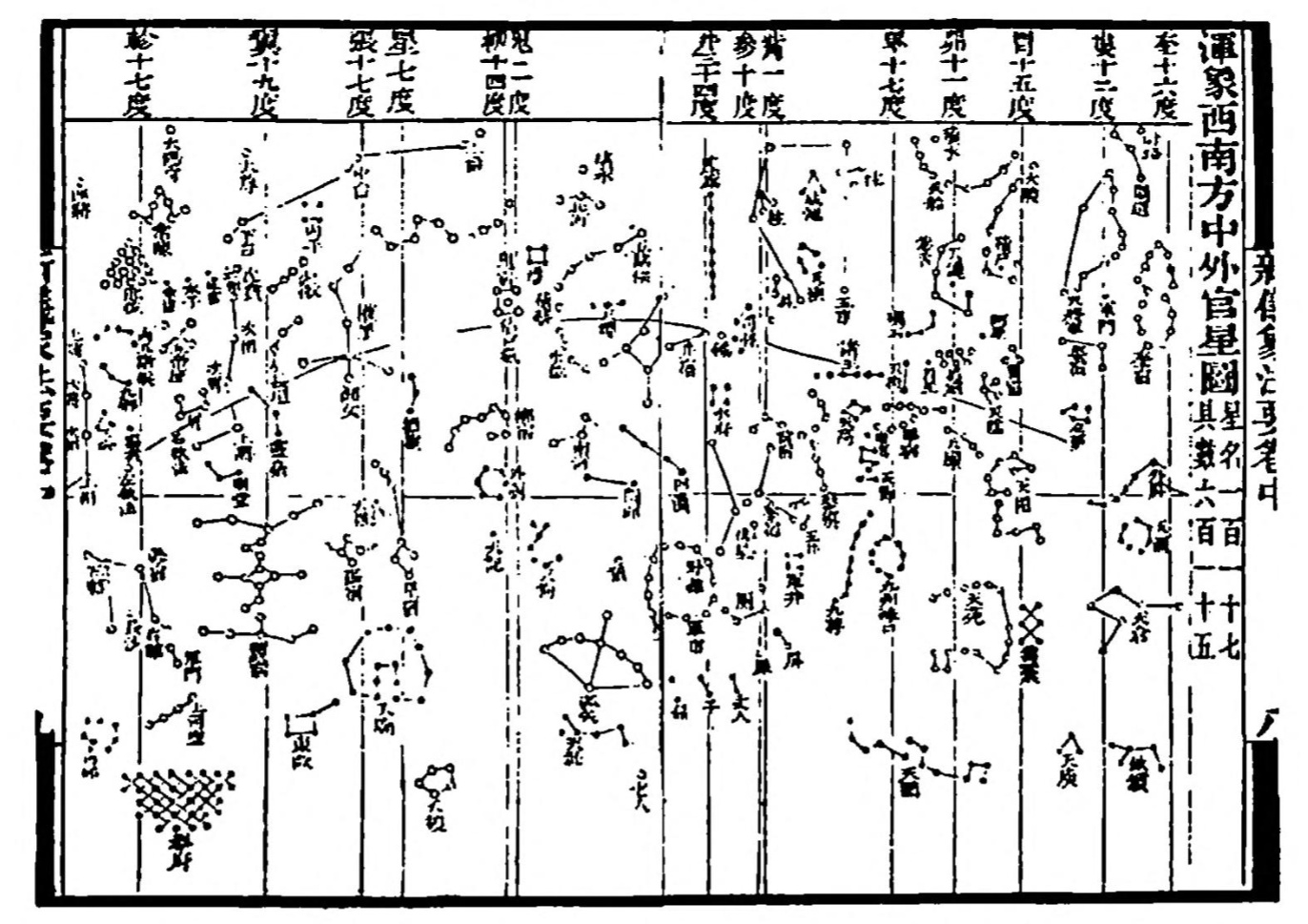
Världens första tryckta stjärnatlas, från 1000-talets mitt, av den kände kinesiske astronomen Su Song som levde under Songdynastin 960-1279. (Inte förrän på 1500-talet gjordes en likvärdig stjärnatlas i Europa.)

1000-talet är det första århundradet inom millenniet 1000-talet. För att undvika förväxling bör århundradet uttalas tiohundratalet och årtusendet ettusentalet, men det förekommer även att århundradet benämns "tusentalet".
I början av 1000-talet börjar vikingarnas plundring av byar och städer i Europa att avta. Men England hemsöks fortfarande av  danska och norska vikingar. Den isländske vikingen Leif Eriksson når Nordamerika. Svenska vikingar härjar i Ryssland. 1066 besegras anglosaxarna av normanderna i slaget vid Hastings och normanderna utnyttjar sedan feodalismen för att efter erövringen av England stärka sitt grepp. Under seklet breder det feodala samhällssystemet ut sig över Europa. Efter delningen av den kristna kyrkan 1054 får påven i Rom stor makt. 1000-talet avslutas med inledningen av korstågen; det första genomförs 1096-1099, påkallat av påven Urban II. Peter Eremiten leder ett bondekorståg genom Europa och 1099 besegras Seldjuk-turkarna av korsriddarna som grundar Kungariket Jerusalem. 
Det mäktiga Bysantinska riket försvagas under seklet dels genom den stora schismen 1054, då den kristna kyrkan delas i en katolsk och en ortodox, och dels genom Seldjuk-turkarnas  invasion från öster. Det Fatimidiska kalifatet med säte i Kairo härskar över norra Afrika och delar av mellanöstern. Den tamilska Choladynastin i Indien behärskar området utmed Bengaliska vikens kuster och är en stormakt i Asien.  I Kina regerar vid denna tid Songdynastin under vilken kulturen och vetenskapen blomstrar.  Under 1000-talet uppgår jordens folkmängd till ungefär 300 miljoner människor.

## Händelser

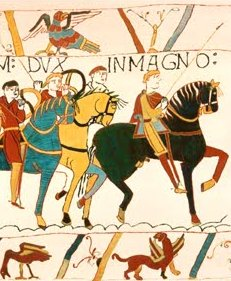
Wilhelm Erövraren i slaget vid Hastings, detalj från Bayeuxtapeten, cirka 1076

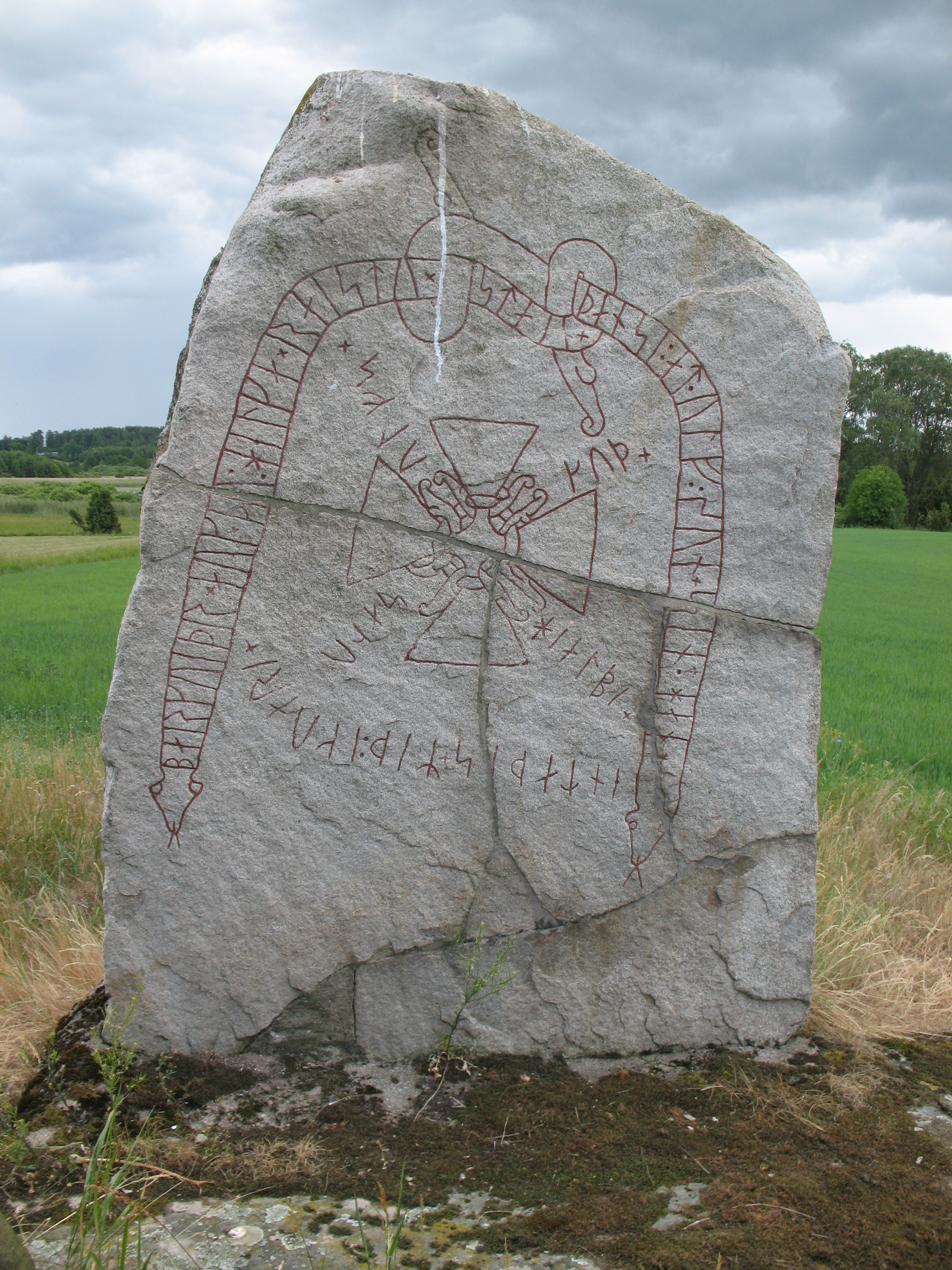
En Ingvarssten med kristet kors: Bergvid och Helga de reste denna sten efter Ulv, sin son. Han ändade sitt liv med Ingvar. Gud hjälpe Ulvs själ.

- 1000 - Slaget vid Svolder, en nordisk maktuppgörelse mellan ett flertal kungar, utkämpas i form av ett sjöslag.
- ca 1001 - Erik Rödes son, Leif Eriksson, når Amerika, som han ger namnet Vinland, 500 år före Christoffer Columbus.
- ca 1010 - Olof Skötkonung konverterar till kristendomen och blir den första svenska kungen som behåller den kristna tron till sin död.
- 1014 - Sveriges första stift, Skara stift, grundas. Biskop blir tyske Thurgot. (se vidare Biskopar i Skara).
- 1016 - Knut den store blir kung av England.1018 blir han även kung av Danmark och 1028 kung av Norge.
- 1036 - 1041 Ingvarståget, ett svenskt vikingatåg som gick österut. En mängd runstenar i Uppland och Södermanland reses till minne av männen som aldrig återkom.
- 1042 - Vikingakungarnas tid som härskare över England är slut. Anglosaxiske Edvard Bekännaren väljs till kung av England.
- 1054 - Splittringen mellan öst- och västkyrkan blir definitiv. Påven i Rom bannlyser patriarken av Konstantinopel, som i sin tur bannlyser påven.
- 1055 - Seldjuk-turkarna intar Bagdad.
- 1066 - Normanderna besegrar anglosaxarna i slaget vid Hastings den 14 oktober. Den förste normandiske kungen blir Vilhelm Erövraren.
- 1073 - Seldjuk-turkarna erövrar den bysantinska staden Ankara.
- Runristaren Öpir är verksam i Uppland under slutet av detta sekel och början av nästa.
- 1096 - Folkkorståget under Peter Eremiten beger sig österut. Tåget bestod av omkring 20 000 personer, framförallt bönder från Tyskland och Frankrike.
- 1099 - Det första korståget besegrar Seldjuk-turkarna och senare samma år Fatimidiska kalifatet i Slaget vid Ashkelon. Kungariket Jerusalem grundas av korsriddarna.

## Födda
- 1094 - Hildegard av Bingen, benediktinernunna, författare och kompositör

## Avlidna
- 1022 - Olof Skötkonung, svensk kung
- 1050 - Anund Jakob, svensk kung
- 1057 - Macbeth, skotsk kung
- 1077 - Agnes av Poitou, kejsarinna över Tysk-romerska riket 1056-1068
- 1087 -  Vilhelm Erövraren (Vilhelm I), engelsk kung